# Застава Науруа
Застава Науруа је званично усвојена 31.01. 1968. године и симболички представља географски положај те мале острвске републике. Чини је тамноплава позадина коју на пола дели жута пруга са дванаестокраком белом звездом смештеном у доњем левом делу.

## Симболизам заставе
Тамноплава боја представља боју воде односно Тихог океана у коме се острвска република налази. Њена подељеност на два једнака дела танком жутом пругом симболизује локалну легенду да су се први становници населили на Земљу са две велике стене.
Танка жута пруга чија ширина по закону износи 1/24 ширине целе заставе, представља екватор у чијој се непосредној близини (42km јужно) република Науру налази.
Дванаестокрака бела звезда својим положајем на застави у односу на танку жуту пругу указује на положај самог острва у односу на екватор. Њених дванаест кракова представљају дванаест аутохтоних острвских племена, док њена бела боја симболизује фосфат којим је острво богато и чија је експлоатација донела богатство острву.